# Spring (Film)
Spring ist eine US-amerikanische Body-Horror-Romanze der Regisseure Justin Benson und Aaron Moorhead aus dem Jahr 2014, die in Italien gedreht wurde. Mit viel Humor und Selbstironie wird erzählt, wie Evan (Lou Taylor Pucci) sich in Louise (Nadia Hilker) verliebt, die lediglich so aussieht, als sei sie eine Frau.

## Handlung
Nachdem seine Mutter gestorben ist und er wegen einer Kneipenschlägerei von der Polizei gesucht wird und seinen Job verliert, beschließt Evan, als Rucksacktourist nach Italien zu reisen. Dort trifft er in einem malerischen Dorf auf die weltoffene, charmante Studentin Louise, in die er sich Hals über Kopf verliebt. Evan entscheidet, vorerst in Italien zu bleiben, und nimmt einen Job auf Angelos Farm für eine Unterkunft an. Recht schnell wird klar, dass die hochintelligente Italienerin ein düsteres Geheimnis hütet. In dem verschlafenen Städtchen häufen sich bizarre Zwischenfälle. Louise beginnt, sich immer merkwürdiger zu verhalten. Evan wird stutzig und als er schließlich der Sache auf den Grund geht, findet er Louise verwandelt in ihrer Wohnung vor. Sie erzählt ihm, dass sie 2000 Jahre alt sei und sich etwa alle 20 Jahre durch eine Schwangerschaft in ein Monster verwandele und anschließend wieder in ein junges Mädchen, wodurch sie praktisch unsterblich sei. Weil sie nun von Evan schwanger sei, muss sie sich bald wieder verwandeln. Nachdem er sich von dem Schrecken erholt hat, entscheiden sich die beiden, ihre verbleibende Zeit gemeinsam zu verbringen. Sie brennen nach Neapel durch. Dort zeigt Louise ihm in den Ruinen von Pompeji ihre Familie, die beim Ausbruch des Vesuvs umkam. Sie erzählt Evan einiges aus ihrem Leben und was sie über ihre Verwandlungen inzwischen herausgefunden hat. Louise glaubt, sie könne nach der Verwandlung wieder dieselbe wie vorher sein, wenn sie Evan wirklich liebe. Sie warnt ihn, dass sie nach der Verwandlung nicht mehr sie selbst sei und sich nicht kontrollieren könne. Unmittelbar bevor es so weit ist, sitzen die beiden an einem abgelegenen Ort. Als Louise anfängt sich zu verwandeln, ist Evan sichtlich verunsichert. Zeitgleich bebt die Erde und als er sich umdreht, sieht er, dass der Vesuv raucht. Als er zu Louise hinunterschaut, ist sie wieder das Mädchen, in das er sich verliebt hat.

## Hintergrund
Spring ist die zweite Zusammenarbeit der US-amerikanischen Filmemacher Justin Benson und Aaron Moorhead nach dem Horror-Thriller Resolution (2012). Sie drehten den Film in Italien. Produziert wurde Spring von dem Unternehmen XYZ Films aus Los Angeles. Die Weltpremiere fand am 5. September 2014 auf dem Toronto International Film Festival statt.

## Kritiken
Christoph Petersen aus der Filmstarts.de-Redaktion lobt die ausführliche Einführung der Figuren, deren Gefühle von den Hauptdarstellern Lou Taylor Pucci und Nadia Hilker überzeugend vermittelt würden. Auch die „atmosphärische Inszenierung“ hebt er positiv hervor. Den Regisseuren sei es gelungen, dass der Film trotz des Horror-Twists im Liebesdrama „wie aus einem Guss“ wirke. Spring sei ein „Geheimtipp für Fans von intelligentem Genrekino oder einfach nur richtig toll erzählten Liebesgeschichten“.